# Сайта
Сайта (на гръцки: Λαγκάδι, Ланкади, на катаревуса: Λαγκάδιον, Лангадион, до 1927 Σαϊτά, Сайта) е село в Република Гърция, Егейска Македония, дем Висалтия. Селото има 140 жители според преброяването от 2001 година.

## География
Селото е разположено на около 9 километра южно от бившия демов център Джинджос (Ситохори).

## История

### В Османската империя
Старото село е било разположена на няколко километра на юг от днешното, високо в Орсовата планина (Кердилио). Там е запазена църквата „Успение Богородично“.
Александър Синве ("Les Grecs de l’Empire Ottoman. Etude Statistique et Ethnographique"), който се основава на гръцки данни, в 1878 година пише, че в Сайта (Saïta) живеят 208 гърци. В „Етнография на вилаетите Адрианопол, Монастир и Салоника“, издадена в Константинопол в 1878 година и отразяваща статистиката на населението от 1873 година, Сайта (Saïta) е посочено като село с 35 домакинства и 118 жители гърци.
В 1889 година Стефан Веркович („Топографическо-этнографическій очеркъ Македоніи“) пише за Сайта:
| „ | Сайта: християнско село; жителите са гърци, 7 часа от града. | “ |

В 1891 година Георги Стрезов пише за селото:
| „ | Сайта, село също тъй разтурено, на ЮИ от Жервохор. Разположено е на връх планината, та поради това малко орна земя притежава. Повечето жители са овчаре по планината. От Сайта до Сяр 10 часа, до Жервохор 3 часа близу. Пътят е твърде каменист, тесен и блатист. Гръцка църква и 40 гръцки къщи. | “ |

В началото на XX век Сайта е село, числящо се към Сярска каза на Серския санджак на Османската империя. В 1900 година според Васил Кънчов („Македония. Етнография и статистика“) в селото има 150 жители гърци.
По данни на секретаря на Българската екзархия Димитър Мишев („La Macédoine et sa Population Chrétienne“) в 1905 година в Сайта (Saïta) живеят 210 гърци и в селото работи гръцко училище.
В 1947 - 1949 година по време на Гражданската война селото е напълно разрушено и се мести на север в равното на сегашното си място. В 1954 година е изградена църквата „Успение Богородично“.

### В Гърция
След Междусъюзническата война Сайта остава в Гърция. В 1927 година името на селото е променено на Лангади.

## Личности
Родени в Сайта
- Димитриос Галанис, гръцки революционер, деец на гръцката въоръжена пропаганда в Македония[9]
- Иоанис Геракудис, агент (трети клас) на гръцката въоръжена пропаганда в Македония[10]